# Tourtemagne
Pour la rivière, voir Turtmänna.

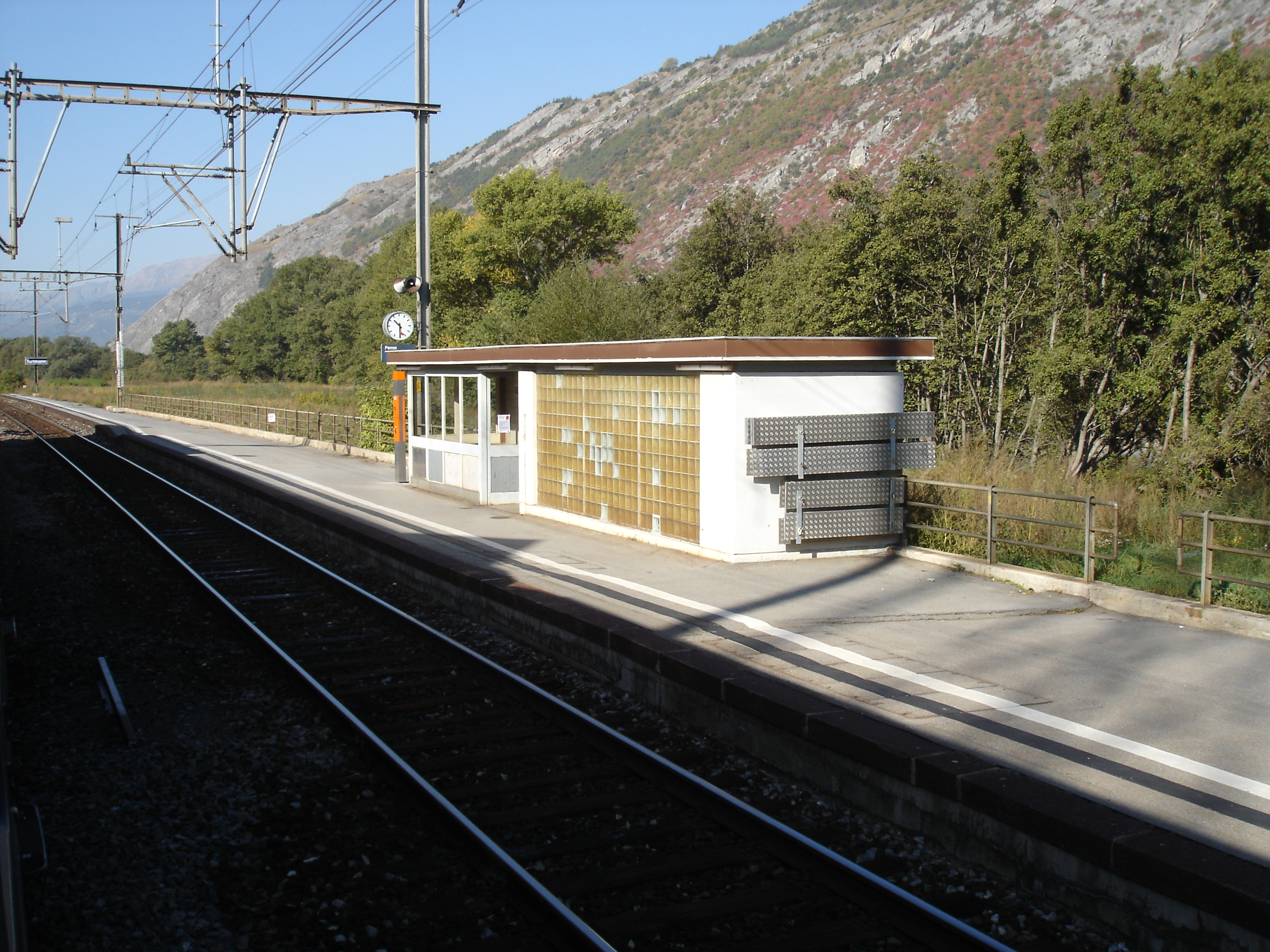
SBB station Turtmann direction Valais

Tourtemagne, appelée en allemand Turtmann, est une localité et une ancienne commune suisse du canton du Valais, située dans la partie alémanique du Valais dans le district de Loèche. 
Le village marque l'entrée du val de Tourtemagne (Turtmanntal) qui se prolonge jusqu'au glacier de Tourtemagne (Turtmanngletscher), le long du cours de la rivière Tourtemagne (Turtmänna).

## Histoire

Photo aérienne (1955)

Près du village, nous trouvons un ancien aérodrome militaire, construit en 1939 et désaffecté en 2003. Ce lieu sert à de nouvelles activités. Le 1er janvier 2013, Tourtemagne a fusionné avec Unterems pour créer la nouvelle commune de Turtmann-Unterems.